# Liliana Narkowicz
Liliana Narkowicz (ur. 30 stycznia 1961 w Wilnie) – litewska historyk, dr nauk humanistycznych, dziennikarka i publicystka narodowości polskiej.

## Życiorys
Absolwentka wileńskiej Szkoły Średniej nr 11 (obecnie Gimnazjum im. Adama Mickiewicza w Wilnie). W 1984 r. ukończyła studia polonistyczne w Państwowym Instytucie Pedagogicznym w Wilnie (późniejszy Litewski Uniwersytet Nauk Edukacyjnych). W 2003 r. obroniła rozprawę doktorską na Wydziale Nauk Historycznych Uniwersytetu im. Mikołaja Kopernika w Toruniu: Jan Konrad Obst – publicysta, wydawca, historyk 1876–1954 (promotor prof. dr hab. Sławomir Kalembka), uzyskując stopień doktora nauk humanistycznych w zakresie historii. Specjalizuje się w tematyce społeczno-kulturalnej Wilna międzywojennego oraz dworów i zakładanych przy nich ogrodów jako zjawiska historyczno-kulturowego. Bada rody arystokratyczne (głównie Tyszkiewiczów), dzieje ich siedzib i gromadzonych w nich zbiorów. Jest członkiem wileńskiego Stowarzyszenia Naukowców Polaków Litwy.
W latach 1984–2003 pracowała w Trokach i Wilnie jako: tłumaczka (redakcja „Spartuolis”), nauczycielka (Szkoła Średnia nr 55 i Gimnazjum im. Jana Pawła II w Wilnie), przewodniczka wycieczek (firma turystyczna „Helturas”). W latach 1998–1999 była sekretarką Stowarzyszenia Społeczno-Kulturalnego Polaków na Litwie. Współpracowała (1972–2021) z prasą polskojęzyczną wydawaną w Wilnie: „Czerwonym Sztandarem”, „Magazynem Wileńskim”, „Znad Wilii”, „Naszą Gazetą”, „Kurierem Wileńskim”, „Tygodnikiem Wileńszczyzny” i litewskojęzycznym miesięcznikiem „Kultūros barai”. Publikowała także na Węgrzech, w Szwajcarii i Polsce („Polonistyka”, „Medycyna – Dydaktyka – Wychowanie” i in.).
W latach 1999–2001 mieszkała z rodziną w Szwajcarii (Lozanna). Była członkiem Towarzystwa im. Tadeusza Kościuszki w Solurze, gdzie m.in. reprezentowała Litwę w trakcie odsłonięcia tablicy pamiątkowej ku czci Kościuszki (2000). Współpracowała z krakowską redakcją Polskiego Słownika Biograficznego w charakterze autorki i recenzentki biogramów wileńskich. Laureatka konkursu literackiego „Los wilnianina w XX wieku” (2002). W latach 2002/2003 współpracowała w charakterze konsultanta przy realizacji filmów dokumentalnych dla TVP (Szczecin): Tam gdzie wchodzi słońce. Do szpiku kości (o Trokach i Zatroczu hr. Tyszkiewiczów) oraz Jan Obst – ostatni taki kustosz w reż. Joanny Pieciukiewicz i Joanny Tryniszewskiej-Obłaj. Jako historyczka i archiwistka Tyszkiewiczów z Waki uczestniczyła w renowacji byłej Tyszkiewiczowskiej kaplicy i krypty oraz odtworzeniu XIX-wiecznego  ołtarza w Wace Trockiej (lit. Trakų Vokė), wspieranych z programu Mechanizmu Finansowego Europejskiego Obszaru Gospodarczego (2014–2015). Za krzewienie spuścizny Tyszkiewiczowskiej odznaczona dyplomem Samorządu Miasta Wilna (2015). Za promowanie i pielęgnowanie kultury polskiej oraz tradycji narodowych na Litwie uhonorowana przez Ministerstwo Kultury i Dziedzictwa Narodowego odznaką honorową „Zasłużony dla Kultury Polskiej” (2018).
Autorka ponad 20 książek i broszur, ok. 500 artykułów, przeszło 30 wystąpień i rozprawek naukowych.
Od 1984 r. zamężna z Ryszardem Narkowiczem (ur. 1961), dr. nauk fizycznych; synowie: Krzysztof (ur. 1985) i Karol (ur. 1996).

## Publikacje
- Tradycje i obyczaje Wileńszczyzny w pracy pozalekcyjnej, Vilnius 1998;
- Kościół św. św. Piotra i Pawła w Wilnie, Wilno 1999;
- Wilno. Spacerkiem po Starówce (współautor Stanisław Kaplewski), Niemenczyn 2001;
- Życie i spuścizna Jana Obsta, Wilno 2001[2];
- Znani i nieznani profesorowie medycyny Uniwersytetu Wileńskiego I poł. XIX w. Profesorowie wydziału lekarskiego Uniwersytetu Wileńskiego pierwszego ćwierćwiecza XIX wieku oraz Akademii  Medyko-Chirurgicznej w Wilnie, Bydgoszcz 2001;
- Troki, Wilno 2002;
- Z Wilna szwajcarskimi śladami Polaków, Niemenczyn 2002;
- Życie - to wielka tajemnica. Wspomnienia ks. Antoniego Dilysa, oprac.,Wilno 2003;
- Jan Konrad Obst – publicysta, wydawca, historyk 1876–1954, Bydgoszcz 2004;
- Ordynacja Tyszkiewiczowska na Zatroczu, Warszawa 2007[3];
- Tyszkiewiczowie z Waki, Warszawa 2010[4];
- Korzec na Wołyniu, Wrocław 2011;
- Waka Trocka i ród Tyszkiewiczów / Trakų Vokė ir Tiškevičių šeima / Traku Voke and the Tyszkiewicz family, Vilnius 2012;
- Muzealnicy i kolekcjonerzy. Zbiory rodziny Tyszkiewiczów i ich rola w zaborze rosyjskim, Wrocław 2013[5];
- Tyszkiewiczowie rodem z Landwarowa, Warszawa 2013;
- Stanisław Moniuszko w Wilnie, Wilno 2014[6][7];
- Trakų Vokės dvaro sodyba. Grafų Tiškevičių palikimas / The Trakų Vokės estate, Vilnius 2014;
- Vokės dvarvietės istorija / Dzieje dworu i pałacu w Wace, Vilnius 2015;
- Tiškevičių koplyčia Vokėje /Kaplica Tyszkiewiczów w Wace, Vilnius 2016;
- Zatrocze i Pogorzela Tyszkiewiczów / Tiškevičių Užutrakis ir Pogoželė, Vilnius 2016;
- Skorbuciany – na rozdrożach historii  /  Skurbutėnai – istorijos kryžkelėse, Vilnius 2017[8];
- Trakų Vokės istorijos eskizai, Vilnius 2017;
- Vilniaus Šnipiškės ir Šv. arkangelo Rapolo parapija / Wileńskie Śnipiszki i parafia św. Rafała Archanioła, Vilnius 2019[9].